# Microcreagris magna
Microcreagris magna är en spindeldjursart som först beskrevs av Ewing 1911.  Microcreagris magna ingår i släktet Microcreagris och familjen helplåtklokrypare. Inga underarter finns listade i Catalogue of Life.